# کالج فرماندهی و کارکنان
کالج فرماندهی و کارکنان یک موسسه آموزش نظامی در پاکستان است که افسران و کارکنان نظامی آنجا آموزش می بینند. این کالج به طور موقت در سال ۱۹۰۵ در دئولالی (نزدیک بمبئی) تأسیس شد و بعداً در سال ۱۹۰۷ به کویته، بلوچستان، راج بریتانیا منتقل شد که اکنون واقع در پاکستان می‌باشد. این کالج، مادر بزرگ بسیاری از سربازان سرشناس کشورهای جهان بوده‌است.